# Летај
Летај (итал. Lettai) су насељено место у саставу општине Кршан у Истарској жупанији, Хрватска. До територијалне реорганизације у Хрватској налазили су се у саставу старе општине Лабин.

## Становништво
Према последњем попису становништва из 2011. године у насељу Летај живела су 43 становника.
| година пописа  | 1857 | 1869 | 1880 | 1890 | 1900 | 1910 | 1921 | 1931 | 1948 | 1953 | 1961 | 1971 | 1981 | 1991 | 2001 | 2011 |
| бр. становника | 191  | 198  | 212  | 238  | 220  | 218  | 183  | 182  | 166  | 136  | 105  | 76   | 67   | 68   | 52   | 43   |

Напомена:У 1857. 1869. и 1931. део података садржан је у насељу Гробник (општина Пићан, a 1921. u наељу Тупљак (општина Пићан